# 下村非文
下村 非文（しもむら ひぶん、1902年2月2日 - 1987年8月13日）は、福岡県出身の俳人。本名利雄。築上郡（現豊前市）生。東京大学経済学部卒、台湾銀行に勤務。終戦後に引揚げ、関西に住み証券業の要職を歴任。俳句は1926年、社内句会からはじめ、松本たかしに師事。1949年「ホトトギス」同人。1964年、田村木国の死去後「山茶花」主宰を継承。非文は「山茶花」外部の人間であったが、高浜年尾と阿波野青畝の推挙により主宰についた。非文の主宰により、「山茶花」の勢力は飛躍的に増大し若手が多く育った。1978年、関西俳句友好訪中団を結成。旅行、登山を好み大景を詠むことを得意とした。代表句「赤富士や百鳥晨をよろこべる」「夕焼けのヒマラヤ一座一座消え」など。句集に『莫愁』『猪名野』『千里』『桂花』などがある。妻の下村梅子は青畝門の俳人。